# Diaporthe oncostoma
Diaporthe oncostoma är en svampart som först beskrevs av Duby, och fick sitt nu gällande namn av Karl Wilhelm Gottlieb Leopold Fuckel 1870. Diaporthe oncostoma ingår i släktet Diaporthe och familjen Diaporthaceae.   Inga underarter finns listade i Catalogue of Life.